# 한국개발연구원
한국개발연구원(韓國開發硏究院, Korea Development Institute, KDI)는 1971년에 설립된 대한민국 최초의 사회과학 분야 종합정책연구소이다. 국무총리(국무조정실) 산하 경제인문사회연구회 소속 재단법인 정부출연 연구기관이며, 거시경제, 금융, 재정, 사회보장, 노동, 산업, 무역, 경쟁정책, 북한경제 등 경제·사회 제반 분야의 연구를 통해 정부 정책수립과 제도개혁에 기여하는 것을 목표로 하고 있다. 세종특별자치시 남세종로 263 (반곡동)에 위치하고 있다.
2010년 G20 서울 정상회의를 앞두고 열린 'G20 서울 국제심포지엄'에서 'G20 체제의 역할과 정체성'을 이론적으로 논의함과 아울러, 개발의제를 중심으로 G20 정상회의서 논의될 주요 의제 전반을 사전에 점검하기도 하였다. 펜실베이니아 대학 '국제관계 프로그램(International Relation Program)'산하 '씽크탱크와 시민사회 프로그램(Think Tank and Civil Society Program, TTCSP)'이 매년 발표하는 '글로벌 씽크탱크 순위(Global Go To Think Tanks Report)'에서 2017년 글로벌 싱크탱크 순위에서 미국을 제외한 글로벌 싱크탱크 5위, 미국 포함 19위에 선정되었다. 아시아주요국가(중국, 인도, 일본, 한국) 중에서는 1위에 랭크되었으며 국제개발 부문 역시 지난해 이어 미국 브루킹스연구소, 영국 채텀하우스를 제치고 세계 1위를 차지했다.
현재 거시경제연구부, 금융경제연구부, 경쟁정책연구부, 인적자원정책연구부, 산업․서비스경제연구부, 국토․인프라정책연구부, 재정․복지정책연구부, 북한경제연구부 등 8개 연구부서와 글로벌경제연구TF, 연금재정추계TF를 운영하고 있다.

## 주요 사업
1. 기관고유사업: 기본연구사업, 연구관련사업, 연구지원사업
2. 일반사업: 민간투자지원사업, 공공기관투자평가사업, 시장경제 및 글로벌경제 관련 특화사업, 국제개발협력사업, 『한국경제·사회발전 60년』기록 사업 - 원로들의 증언 -, G20 관련 연구, 부동산정책 연구역량 강화사업, OECD 한국센터, 글로벌 경제여건 변화에 대한 한국경제의 대응 전략, 서비스경제연구사업, 고등학교 경제교과서 검정관련 연구
3. 수탁용역사업
4. 부설 KDI 국제정책대학원 교육사업

## 연혁
- 1970년 12월 31일: 한국개발연구원법(법률 제2247호) 제정 공포
- 1971년 3월 11일: 한국개발연구원 설립 등기
- 1982년 0월 0일: 국제교류협력센터(IDEP) 설치
- 1982년 5월 6일: 미국 워싱턴에 한국경제센터(KEI) 설립
- 1990년 11월 15일: 북한경제연구센터 설치
- 1991년 12월 27일: 국민경제제도연구원 흡수·통합(법률 제4446호)
- 1991년 12월 27일: 부설 국민경제교육연구소 발족
- 1994년 3월 9일: 법·경제연구센터 설치
- 1995년 12월 5일: 국제대학원대학 설립 관련 한국개발연구원법(법률 제5047호) 개정
- 1997년 12월 5일: 부설 국제대학원대학 개원
- 1998년 9월 18일: 국민경제교육연구소를 경제정보센터(EIEC)로 명칭 변경, 본원 이전
- 1999년 11월 6일: 부설 국제대학원대학을 한국개발연구원 국제정책대학원대학교로 명칭 변경
- 2000년 1월 6일: 공공투자관리센터 설립
- 2005년 1월 27일: 공공투자관리센터(PIMAC)가 민간투자지원센터를 흡수하여 법적 부설기관으로 발족
- 2009년 9월 11일: 국제개발협력센터(CID) 설립
- 2013년 12월 30일 : 세종청사 이전 완료
- 2014년 4월 4일 : 세종청사 개관
- 2014년 6월 1일: 규제연구센터 설립

## 조직

### 원장
- 감사
- 연구자문위원회
- 글로벌경제실
- 중앙전산실
- 중앙도서실

국제정책대학원

### 연구부원장
- 디지털소통실

경제전략연구부
지식경제연구부
시장정책연구부
공공경제연구부
규제연구센터
경제전망실
북방경제실

### 경영부원장
- 경영지원실
- 대외협력실

경제정보센터
공공투자관리센터
국제개발협력센터
글로벌지식협력센터

## 부설기관
1. 경제정보센터
2. 공공투자관리센터
3. 국제개발협력센터
4. 규제연구센터
5. KDI 국제정책대학원
6. 종합교육연수원
7. KDI 중앙도서실

## 주요 보고서
- 1970년대: '연구조사보고서 제1권 기업정리에 대한 의견', '제4차 경제발전5개년계획 수립을 위한 기본전략', '5차경제사회발전5개년계획 수정과제연구', '6차경제사회발전5개년계획 관련과제연구', 'The Economic and Social Modernization of the Republic of Korea', 'Growth and Structural Transformation', 'The Developmental Role of the Foreign Sector and Aid', 'Public Finances During the Korean Modernization Process', 'Financial Development in Korea', 'Government, Business, and Entrepreneurship in Economic Development: The Korean Case', 'Education and Development in Korea', 'Economic Development, Population Policy, and Demographic Transition in the Republic of Korea', 'Urbanization and Urban Problems', 'Rural Development', 'The Korean Economic "Miracle" Yesterday, Today and Tomorrow', 'The Sources of Economic Growth in Korea', '장기경제사회발전 1977~91年 답신보고서', '경제안정화시책자료집(상)', '경제안정화시책자료집(하)', '경제난국 극복대책', '시장구조와 독과점규제'

- 1980년대: '정부투자기관 관리제도 개선방안', '관세정책의 현황과 개편방향: 정책협의회 자료', '새로운 산업정책의 모색을 위한 국제심포지움 보고서', '국민연금제도의 기본구상과 경제사회 파급효과'

- 1990년대: '남북한 경제관계 발전을 위한 기본 구상', '금융실명제 실시 1주년 평가 및 향후 과제', '금융실명제 관련 문답자료', '금융실명제 시행에 따른 세제보완', 'The Korean Economy 1945-1995: Performance and Vision for the 21st Century ', '한국경제 반세기: 역사적 평가와 21세기 비전', '한국경제 반세기: 정책자료집', '경제위기 극복과 구조조정을 위한 종합대책', '경제위기 10년: 평가와 과제'

- 2000년대: '2011 비전과 과제: 열린 세상 유연한 경제', '정부산하기관 관리정책에 관한 연구', 'Reforming the Public Expenditure Management System ', '중기재정 관리체계의 도입과 정착', '인구구조 고령화의 경제적 영향과 대응과제(1)', '인구구조 고령화의 경제적 영향과 대응과제(2)', '인구구조 고령화의 경제ㆍ사회적 파급효과와 대응과제(1)', '인구구조 고령화의 경제ㆍ사회적 파급효과와 대응과제(2)', '우리나라 노후소득보장체계 구축에 관한 종합연구', '우리나라 노후소득보장체계 구축에 관한 종합연구(2)', '전략적 서비스산업의 중장기 발전방안', '서비스산업의 생산성 향상을 위한 정책과제', '서비스부문의 선진화를 위한 정책과제', '비정규직 문제 종합 연구', '주택시장 분석과 정책과제 연구', '부동산정책의 종합적 검토와 발전방향 모색'

- 2010년대: '글로벌 경제위기 이후 서비스산업 선진화 방향', 'Economic Growth in Low Income Countries: How the G20 Can Help to Raise and Sustain it ', 'G20 The Seoul Summit ', 'Toward the Consolidation of the G20 ', 'Global Leadership in Transition ', 'Post Crisis Growth and Development', '글로벌 금융위기 이후 주택정책의 새로운 패러다임 모색(상)', '글로벌 금융위기 이후 주택정책의 새로운 패러다임 모색(하)', '전환기 부동산정책의 새로운 방향 모색(상)', '전환기 부동산정책의 새로운 방향 모색(하)', '성장과 고용의 선순환 구축을 위한 패러다임 전환(1)', '성장과 고용의 선순환 구축을 위한 패러다임 전환(2)'

## 역대원장
1. 제1대 김만제 원장(1971.03.11∼1982.01.19)
2. 제2대 김기환 원장(1982.01.19~1983.10.15)
3. 제3대 안승철 원장(1983.11.07~1986.10.17)
4. 제4대 박영철 원장(1986.10.17~1987.05.29)
5. 제5대 구본호 원장(1987.06.03~1992.03.10)
6. 제6대 송희연 원장(1992.03.11~1993.05.17)
7. 제7대 황인정 원장(1993.05.18~1995.03.10)
8. 제8대 차동세 원장(1995.03.11~1998.03.10)
9. 제9대 이진순 원장(1998.03.11~2001.03.10)
10. 제10대 강봉균 원장(2001.03.11~2002.06.10)
11. 제11대 김중수 원장(2002.08.06~2005.08.07)
12. 제12대 현정택 원장(2005.11.24~2009.03.20)
13. 제13대 현오석 원장(2009.03.24~2013.03.21)
14. 제14대 김준경 원장(2013.03.22~2017.12.26)
15. 제15대 최정표 원장(2018.03.29~2021.05.28)
16. 제16대 홍장표 원장(2021.05.29~2022.07.15)
17. 직무대리 고영선 (2022.07.16~2022.12.03)
18. 제17대 조동철 원장 (2022.12.05~)